# Epanechnikov-Kern

Zeichnung des Epanechnikov-Kerns

Der Epanechnikov-Kern (nach W. A. Jepanetschnikow) ist derjenige Kern, der für einen kompakten Träger folgende Eigenschaften erfüllt:
1. {\displaystyle k(x)\geq 0} für alle {\displaystyle x\in \mathbb {R} }
2. {\displaystyle \int k(x)\,{\mathrm {d} }x=1}
3. {\displaystyle \int x^{2}k(x)\,{\mathrm {d} }x=1}
4. {\displaystyle \int k^{2}(x)\,{\mathrm {d} }x} wird minimiert.

Durch diese Eigenschaften minimiert der Epanechnikov-Kern unter allen Kernen die mittlere quadratische Abweichung des zugehörigen Kerndichteschätzers. Es handelt sich hierbei um ein Polynom der Form {\displaystyle a+bx^{2}}.
Wir wollen die numerischen Faktoren {\displaystyle a,b} des Kerns in Kontext setzen. Betrachte dazu zunächst die normierte Familie {\displaystyle k_{n,d}(x)}, deren Terme im Interval {\displaystyle [-d,d]} eine Hügelform annehmen und welche für große n gegen die rechteckige Verteilung der Höhe {\displaystyle {\tfrac {1}{2d}}} konvergiert: 
{\displaystyle k_{n,d}(x)={\begin{cases}{\frac {1}{2d}}\left(1+{\frac {1}{2n}}\right)\left(1-\left({\frac {x}{d}}\right)^{2n}\right)&,|x|\leq d\\0&,|x|>d\end{cases}}}
Für diese gilt
{\displaystyle \int _{-\infty }^{\infty }x^{2n}k_{n,d}(x)\,{\mathrm {d} }x={\frac {d^{2n}}{4n+1}}.}
Der von Epanechnikov selbst angegebene Kern normiert dieses Integral für {\displaystyle n=1} auf Eins. Für {\displaystyle \left({\tfrac {d}{\sqrt {4+1}}}\right)^{2}=1} wählen wir also {\displaystyle k_{E}:=k_{1,{\sqrt {5}}}}:
{\displaystyle k_{E}(x)={\begin{cases}{\frac {3}{4{\sqrt {5}}}}\left(1-{\frac {x^{2}}{5}}\right)&,|x|\leq {\sqrt {5}}\\0&,|x|>{\sqrt {5}}\end{cases}}}
Mitunter wird auch der Kern mit {\displaystyle d=1} als Epanechnikov-Kern bezeichnet, der dementsprechend die Eigenschaft 3 nicht erfüllt:
{\displaystyle k_{E}(x)={\begin{cases}{\frac {3}{4}}(1-x^{2})&,|x|\leq 1\\0&,|x|>1\end{cases}}}